# Namaquarachne
Namaquarachne là một chi nhện trong họ Phyxelididae.

## Các loài
- Namaquarachne angulata Griswold, 1990
- Namaquarachne hottentotta (Pocock, 1900)
- Namaquarachne khoikhoiana Griswold, 1990
- Namaquarachne thaumatula Griswold, 1990
- Namaquarachne tropata Griswold, 1990